# Essence (SuchmosのEP)
『Essence』（エッセンス）は、SPACE SHOWER MUSICより2015年4月8日に発売された日本のバンドSuchmosの1作目のEP。品番はPECF-3141。ジャケットには、写真家・岡田貴之の写真が使用されている。
発売から2日後の2015年4月10日には、新宿のライブハウス「MARZ」にて本作のリリースパーティ「Suchmos the Essence」を開催。同年5月7日には、タワーレコード渋谷店にて本作リリース記念のミニライブ&サイン会を行った。
同年6月3日には、本作収録曲「Miree」と新曲「Pacific」を収録した7インチ・レコード盤『Miree / Pacific』（品番はHRS-0012）が数量限定で発売された。

## 収録曲
| #         | タイトル      | 作詞      | 作曲      | 時間  |
| --------- | ------------- | --------- | --------- | ----- |
| 1.        | 「Miree」     | 小杉 隼太 | 小杉 隼太 | 4:00  |
| 2.        | 「Fallin'」   | 河西洋介  | Suchmos   | 4:50  |
| 3.        | 「Life Easy」 | 河西洋介  | 岡本達矢  | 4:03  |
| 4.        | 「E.E.E.」    |           | 岡本達矢  | 1:23  |
| 合計時間: | 合計時間:     | 合計時間: | 合計時間: | 14:16 |